# Song Dong-wook
Dans ce nom coréen, le nom de famille, Song, précède le nom personnel.
Song Dong-wook, né le 20 août 1962 à Séoul, est un ancien joueur de tennis sud-coréen.

## Carrière
Il a été membre de l'équipe de Corée du Sud de Coupe Davis de 1981 à 1989. En 1987, associé à Yoo Jin-sun, il joue contre la paire française composée de Tarik Benhabiles et Guy Forget lors du premier tour. Ils perdent la rencontre sur le score de 4-6, 4-6, 6-2, 6-3, 10-8. Dans le cadre de la Coupe Davis, il a aussi participé à trois rencontres de barrages : en 1981, il perd un double contre Paolo Bertolucci et Adriano Panatta, en 1987, il fait sensation en simple en s'imposant contre Paolo Canè, 51e mondial (10-8, 3-6, 6-4, 6-4), puis Claudio Panatta, retombé à la 202e place (6-1, 6-8, 3-6, 6-2, 6-2), tandis que Song était 607e. En 1989, il perd ses deux simple contre les Israéliens Gilad Bloom et Amos Mansdorf.
Il atteint les huitièmes de finale du tournoi de Séoul en simple en 1987 et 1988.
Il participe aux Jeux olympiques d'été à Séoul en 1988 avec un statut de remplaçant. Il est battu au premier tour par la tête de série n°2 et 10e mondial, Tim Mayotte (6-3, 6-3, 6-4).